# Du hast
A Du hast a Rammstein második kislemeze a Sehnsucht albumról. A kislemezt 1997. július 27-én jelentették meg.
A szám az együttes egyik legismertebb száma, része volt a Mátrix c. film zenéjének, és sokat játszotta az MTV.
A videóklipet, amely erősen utal Tarantino Kutyaszorítóban c. filmjére, Berlin-Brandenburgban forgatták Philipp Stölzl rendezésével.
A dalt 1999-ben Grammy-díjra jelölték a Best Metal Performance kategóriában.

## Számlista
1. Du Hast (kislemez verzió)
2. Bück Dich (album verzió)
3. Du Hast (Jacob Hellner-remix)
4. Du Hast (Clawfinger-remix)